# 齒葉鳳尾蘚
齒葉鳳尾蘚（学名：Fissidens crenulatus）为鳳尾蘚科鳳尾蘚屬下的一个种。

## 扩展阅读
- 維基物種上的相關：齒葉鳳尾蘚